# 1. divisjon 2025
La 1. Divisjon 2025, nota anche come OBOS-ligae 2025 per ragioni di sponsorizzazione, è la 77° edizione della seconda serie del campionato norvegese di calcio. Il campionato è iniziato il 21 marzo 2025 e si concluderà l'8 novembre dello stesso anno.

## Stagione
Nella stagione precedente il Vålerenga e il Bryne sono state promosse in Eliteserien mentre il Sandnes Ulf e il Mjøndalen sono retrocesse in 2. Divisjon. Al loro posto sono state retrocesse dalla Prima serie l'Odd e il Lillestrøm, mentre sono stati promossi dalla terza serie l'Hødd e lo Strømmen.

### Formula
Le 16 squadre partecipanti si affrontano in un girone all'italiana con partite di andata e ritorno, per un totale di 30 giornate. Le prime due classificate ottengono la promozione in Eliteserien, mentre le classificate dalla terza alla sesta posizione si qualificano per gli spareggi per decretare un'altra possibile promozione in Eliteserien. Le ultime due classificate vengono retrocesse in 2. divisjon, mentre la terzultima gioca uno spareggio contro una squadra di 2. divisjon.

## Squadre partecipanti
| Club        | Cittá                | Stadio                 | Stagione Precedente            |
| ----------- | -------------------- | ---------------------- | ------------------------------ |
| Åalesund    | Åalesund             | Color Line Stadion     | 9° in 1. divisjon              |
| Åsane       | Bergen               | Åsane Arena            | 11° in 1. divisjon             |
| Egersunds   | Egersunds            | Egersund Idrettsparken | 4° in 1. divisjon              |
| Hødd        | Ulstein              | Høddvoll Stadion       | 1° nel Girone 1 in 2. divisjon |
| Kongsvinger | Kongsvinger          | Gjemeselund Stadion    | 6° in 1. divisjon              |
| Lillestrøm  | Lillestrøm           | Åråsen Stadion         | 15° in Eliteserien             |
| Lyn         | Oslo                 | Bislett Stadion        | 5° in 1. divisjon              |
| Mjøndalen   | Drammen              | Consto Arena           | 14° in 1. divisjon             |
| Moss        | Moss                 | Melløs Stadion         | 3° in 1. divisjon              |
| Odd         | Skien                | Skagerak Arena         | 16° in Eliteserien             |
| Rainheim    | Rainheim (Trondheim) | EXTRA Arena            | 10° in 1. divijon              |
| Raufoss     | Raufoss              | NAMMO Stadion          | 8° in 1. divisjon              |
| Skeid       | Oslo                 | Bislett Stadion        | 1° nel Girone 2 di 2. divisjon |
| Sogndal     | Sogndal              | Fosshaugane Campus     | 13° in 1. divisjon             |
| Stabæk      | Bærum                | Sparebanken Sør Arena  | 7° in 1. divisjon              |
| Start       | Oslo                 | Intility Arena         | 12 in 1. divisjon              |